# WOW64
WoW64 (Windows-on-Windows 64-bit) — это подсистема операционной системы Windows, позволяющая запускать 32-битные приложения на всех 64-битных версиях Windows — Windows 2000 Limited Edition, Windows XP Professional x64 Edition,  Windows Server 2003 версий IA-64 и x64, 64-битных версиях Windows Vista и Windows Server 2008, а также 64-битных версиях Windows 7, Windows 8, Windows 8.1 и Windows 10. Запуск старых 16-битных приложений в 64-битных системах Windows невозможен без использования эмулятора или виртуальной машины.

## Архитектура
Несмотря на сходства всех 64-битных версий Windows, существуют различия WOW64 в зависимости от архитектуры процессора. Например, 64-битная версия Windows, разработанная для процессора Intel Itanium 2, использовала Wow64win.dll для эмуляции x86-инструкций. Такая эмуляция более ресурсоёмкая, нежели Wow64win.dll на архитектуре x86-64 (x64), так как происходит переключение с 64-битного режима в режим совместимости при выполнении 32-битного ПО. WOW64 на архитектуре x86-64 (x64) не требует эмуляции.